# 下塞加拉
下塞加拉（法語：Le Bas Ségala，法語發音：[lə ba seɡala]）是法国阿韦龙省的一个市镇，属于鲁埃格自由城区。该市镇于2016年由原市镇莱韦克堡、圣萨尔瓦杜和瓦布尔-蒂扎克合并而成。

## 地名
该市镇得名于塞加拉地区。

## 地理
下塞加拉（44°20'29"N, 2°8'7"E）面积82.33 平方千米，位于法国奧克西塔尼大區阿韦龙省，该省份为法国南部内陆省份，位于法國中央高原南部，北起顺时针与康塔爾省、洛泽尔省、加尔省、埃罗省、塔恩省、塔恩-加龙省和洛特省接壤。
与下塞加拉接壤的市镇（或旧市镇、城区）包括：布朗多内、拉卡佩尔布莱、孔波利巴、马勒维尔、上莫尔永、里约佩鲁、鲁埃格自由城、吕纳克、拉萨尔沃塔-佩拉莱斯、桑旺萨、莱斯屈尔雅乌勒。
下塞加拉的时区为UTC+01:00、UTC+02:00（夏令时）。

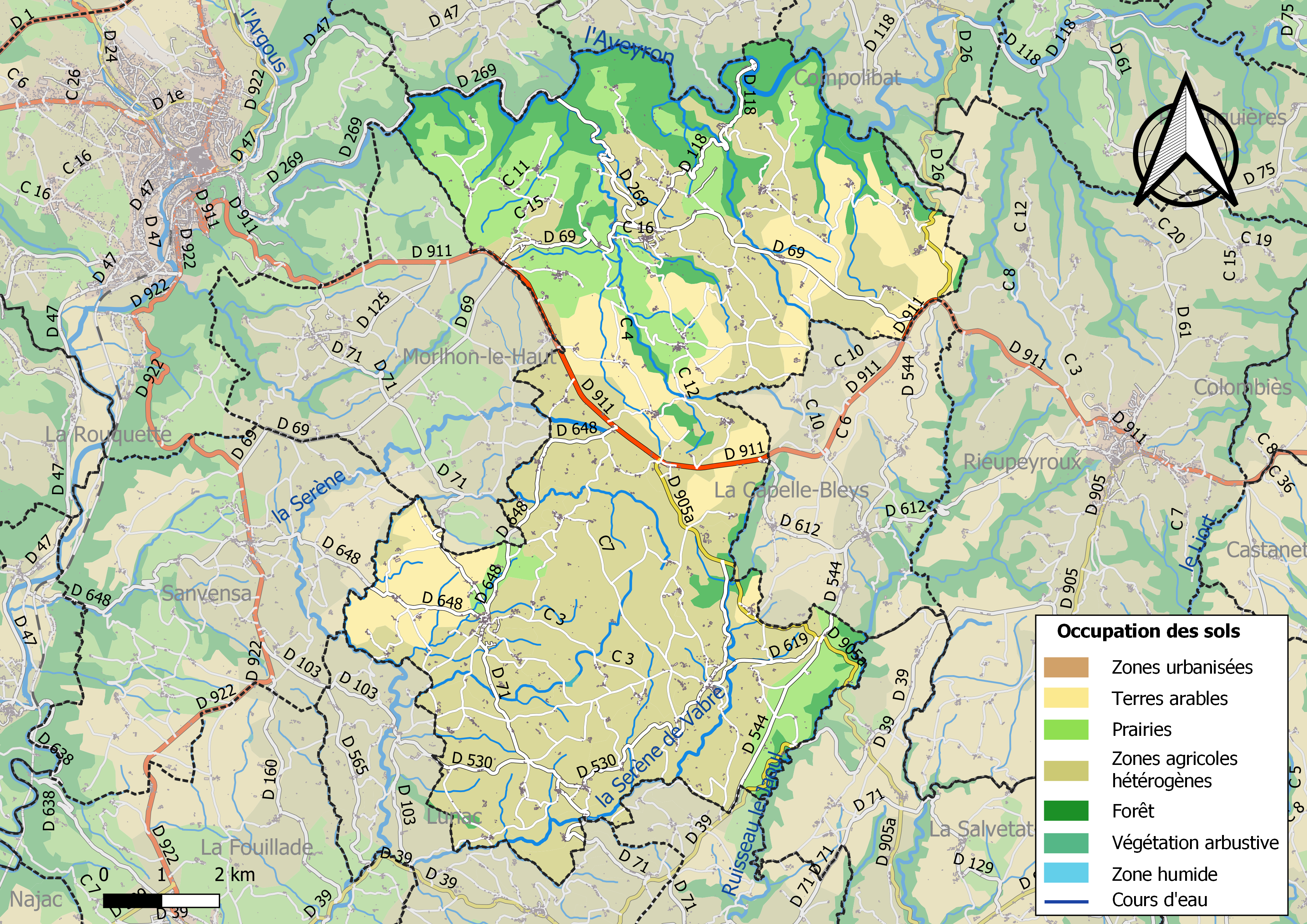
下塞加拉的OSM定位图

## 行政
下塞加拉的邮政编码为12200、12240，INSEE市镇编码为12021。

## 政治
下塞加拉所属的省级选区为阿韦龙-塔恩县。

## 人口
下塞加拉于2022年1月1日时的人口数量为1610人。